# Ralph Michael
Ralph Michael, född Ralph Champion Shotter 26 september 1907 i Edmonton, London, död 9 november 1994 i Brighton, East Sussex, var en brittisk skådespelare.

## Rollista i urval
- 1945 – Skuggor i natten
- 1948 – Emma (TV-serie)
- 1952 – Svindlande rymder
- 1958 – Titanics undergång
- 1964 – Det är fult att mörda
- 1965 – Hjältarna från Telemarken
- 1966 – Grand Prix
- 1967 – Forsytesagan (TV-serie)
- 1972 – Arvingarna (TV-serie)
- 1975 – Greven av Monte Cristo
- 1978 – Doctor Who (TV-serie)
- 1981 – Kessler (TV-serie)
- 1984 – Bergerac (TV-serie)
- 1985 – Miss Marple (TV-serie)
- 1987 – Solens rike
- 1990–1993 – Jeeves och Wooster (TV-serie)